# ピエタ (ティツィアーノ)
『ピエタ』（伊: Pietà、英: Pietà）は、イタリア・ルネサンスのヴェネツィア派の巨匠ティツィアーノ・ヴェチェッリオの絶筆で最後の作品の1つである。彼の1576年の死に際し、最終段階で未完成のまま残され、パルマ・ジョーヴァネにより完成された。ティツィアーノは、作品を自身の墓所の上に掛けるべく意図していた。2段階にわたる絵画の制作は、2つの別の教会に設置できるようにするためのものであった。作品は現在、ヴェネツィアのアカデミア美術館に所蔵されている。

## パルマ・ジョーヴァネの補筆
1570年代の絵画については、どれが完成され、誰によって完成されたかに関する長期間継続されてきた議論がある。本作以外に1570年代の重要な絵画として、1571年の『タルクィニウスとルクレティア』(フィッツウィリアム美術館) 、1575年の『聖ヒエロニムス 』 (エル・エスコリアル修道院) 、『マルシュアスの皮剥ぎ』 (クロムニェジーシュ宮殿美術館、チェコ)、『アクタイオンの死』 (ロンドン・ナショナル・ギャラリー) 、『荊冠のキリスト』 (アルテ・ピナコテーク)  があり、おそらくそれらすべての絵画がティツィアーノの死に際し、彼のアトリエにあった。
本作はティツィアーノの最後の作品の1つとして未完成の状態で残されたもののうちの1つである。画面下部の銘文には、絵画がパルマにより仕上げられたことが記録されているが、彼の加筆は最小限にとどめられ、ティツィアーノの様式に匹敵するよう最善を尽くしたようである。「ピエタ」を構成する人物群はティツィアーノによって完成作として奉納され、それが拡張された画面がパルマによって仕上げられたことが知られている。パルマの加筆を最小にみなす意見では、彼の手になる部分は「松明を持つ天使と、石造りの神殿のティンパヌム (画面上部の三角形部分) の仕上げに限られる」 が、右端の巫女の彫像と前景右側に跪いている男性の外套もパルマの手であると推測され、彼は建築物の仕上げにももっと大きくかかわった可能性がある。また、画面下部左側の天使、下部右側のヴェチェッリオ家の紋章と小さな奉納画もパルマの加筆とする見方がある。

## 作品

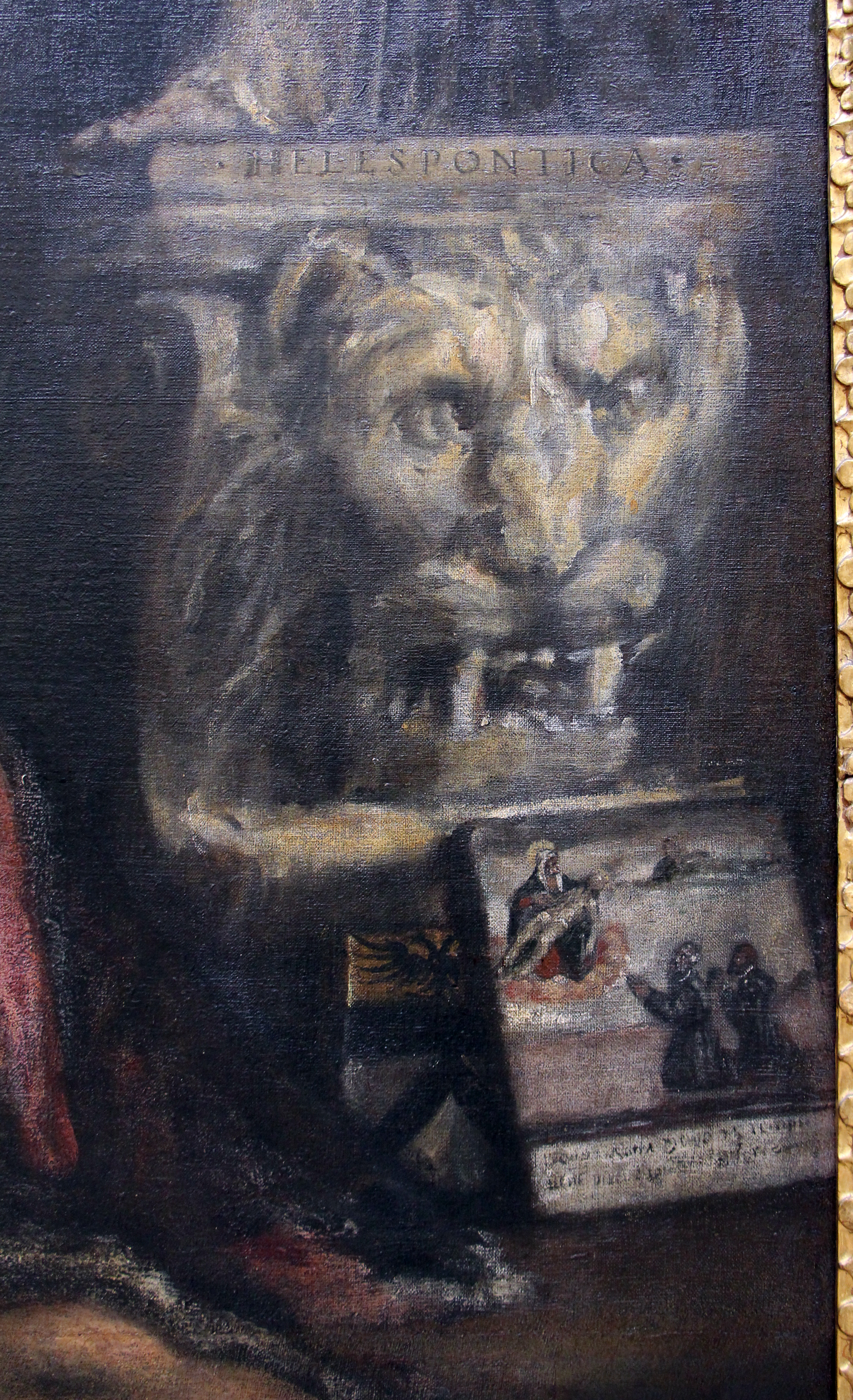
画面下部右側

この作品は、ティツィアーノの顕著な晩年様式で描かれた一連の作品のうちの1点である。画家の晩年様式は1570年ごろ本格的に始まったが、それに繋がる傾向は1550年代半ばにまで遡る、より早い時期の作品に見て取れる。彼の筆致は大胆になる一方、大まかで印象主義的になり、パルマの有名な記述に記録されているように何度も塗り直しがなされた。 形態と空間の境界はほぼ消失し、「形態は周囲の暗がりの中から幽霊のように浮かび上がり、量塊は色彩と光の点滅するパターンに過ぎなくなっている。ティツィアーノの晩年には、これらの要素だけが彼にとってリアリティーを有していた」。
このティツィアーノ最後の大作は、90歳近い画家の衰えを知らない驚くべき創造力とその深い宗教的敬虔さに満ちている。また、無限のニュアンスに富む金色と銀灰調の空間は事物を溶解させ、レンブラントに先駆する幻影のような霊気空間を形成している。
元来の本作のずっと小さい構図は、キリスト教美術の一般的「ピエタ」の主題に登場する2人、すなわちイエス・キリストと彼の遺体を抱いている聖母マリアだけを表していたが、作品が完成され、奉納されてから拡大された (下記参照)。
中央の人物群の背後には、大きな粗面積みのマニエリスム的エディクラ (または壁龕) が追加され、その両側には彫像が、巨大なライオンの彫り物のある台座の上に立っている。ペディメントの上には6つの燃えているランプが置かれ、中央の半ば隠れているのもう1つのランプとともに鈍い光を放っている。6つのランプの周囲には植物があるが、おそらく「人間の堕落のイチジクの葉」である。画面上部左側には暗い空の一端が見えている。3つの巨大なキーストーンのような石塊がペディメントの下部より下に下がっているが、それはジュリオ・ロマーノと弟子たちの建築に典型的な特徴である。これら3つの石塊は「三位一体」、または「信仰の礎としてのキリスト」を表現しているといわれている。
画面下部右側の人物 (「福音書」に登場するニコデモ、またはアリマタヤのヨセフ (聖ヒエロニムスとも考えられている) が膝立ちになってキリストに近づき、彼の手に触れようと腕を伸ばしているが、キリストへの帰依と救済への祈念が彼の熱烈なポーズに表されている。この人物の顔は一般にティツィアーノの自画像であるという合意がなされている。左側に立って人物像からなる直角三角形を形成しているのはマグダラのマリアであり、ほかの人物たちとは異なり動いているように見える。彼女がこの場に到着したばかりなのか、それとも恐怖で逃げ出そうとしているのかは明らかではない。
大きな壁龕の両側にある2体の彫像は、左側が十戒の板を持つモーセで、右側がへレスポントスのシビュラであり、どちらも台座の銘文によって特定化されている。シビュラは、キリストの到来と彼の磔を予言したと考えられている。燃える松明を持っているプットのような天使が、暗く、明らかに夜に設定されている情景を照らしている。彼の松明は、とりわけ壁龕の半円形ドームの金色のモザイクを明るみに出しており、ドームの中央部ではペリカンが自らの胸部をつついて血を採取して、ヒナに与えている。これは、伝統的な動物学で古代から信じられていたことであるが、キリストの「受難」とその「贖罪」の一般的な視覚的象徴となっていた。
画面下部右側には、小さな奉納画が右側の彫像の基部に立てかけられている。その絵画は、2人の男が空中のピエタに祈りを捧げて跪いているところを表している。これらの人物はティツィアーノと彼の息子オラツィオを表していると研究者の間で合意がなされており、2人はおそらくペストから救われるよう祈っている。実際、2人ともペストで亡くなったが、それはペストがヴェネツィアに到来してから1年後のことであった。奉納画に部分的に隠されているが、その背後にはヴェチェッリオ家の紋章がある。画面下部左側には、別の若い天使が骨壺、または、おそらくマグダラのマリアのアトリビュート (人物を特定化する事物) である香油の壺を取り上げている。

## 歴史
ティツィアーノは、自身が洗礼を受けたピエーヴェ・ディ・カドーレの村の教会に埋葬されることを意図していた。彼は死亡した1576年の75年以上前に、この村を出てヴェネツィアに発ったが、ヴェネツィアからおよそ110キロ北のヴェネツィア領の端の山中にあるこの村をしばしば訪れていた。しかし、1572年ごろ、地元の権威者および親族との一連の口論により、ティツィアーノの気が変わり、彼はヴェネツィアのフランシスコ会派の大きなサンタ・マリア・グロリオーザ・デイ・フラーリ聖堂に埋葬されるよう計画するにいたった。この聖堂は、彼の重要な初期の傑作『聖母被昇天』 が主祭壇として、『ペーザロ家の祭壇画』が側壁に (意図された位置のほとんど反対側に) 設置されていた。
ティツィアーノは、有名な十字架像のある「十字架像礼拝堂」 (Cappella di Crocefisso) に場所を見つけ、『ピエタ』をその場所のために制作した。彼は聖堂の修道士たちと合意ができていると思ったが、彼らは十字架像を移さず、『ピエタ』を別の礼拝堂に掛けた。ティツィアーノは激怒し、最終的にヴェネツィアの教皇使節に1575年3月1日の布告で修道士たちが彼に絵画を返還するように指示してもらった。ティツィアーノは、今やふたたびピエーヴェ・ディ・カドーレの教会に埋葬される計画を立て、絵画をその高祭壇に設置しようとして、一たび絵画が彼のアトリエに元に戻ってくると、その高祭壇のスペースに合わせるため絵画を拡大した。
1576年、ティツィアーノは大きなペスト渦の最中に亡くなったが、翌年には息子のオラツィオも命を落としたため、ティツィアーノの遺体をカドーレに移送する手はずを整えることは不可能であった。彼の遺体は少なくとも大部分の死者のための共同墓地に埋葬されることはなかったが、静かにフラーリ聖堂に運ばれ、そこに埋葬された。もしオラツィオがペスト渦を生き延びていれば、絵画はおそらくカドーレに移送されたであろう。しかし、ティツィアーノの死とともに、彼の財産権は様々な相続者の間で争われ、絵画はヴェネツィアに残留した。
本作はパルマ・ジョーヴァネにより仕上げられた。彼は、ティツィアーノの死後何年か経ってから絵画を受け取ったようで、それから絵画を自身のアトリエに何年か置いていた。彼は、キリストの遺体の下に自身の絵画への貢献を記録する銘文を加えた。それは、「Quod Titianus inchoatum reliquit / Palma reventer absolvit deoq dicavit opus (ティツィアーノが未完で残せしゆえに、パルマが敬意をもって仕上げ、これを神に奉納せし)」というものである。
1628年のパルマの死後になってようやく、絵画はヴェネツィアの別の教会サンタンジェロに掛けられた。この教会は1810年に閉鎖され、1837年に取り壊された。絵画は1814年にヴェネツィアのアカデミア美術館に入った 。絵画はフラーリ聖堂にも存在感を有している。というのは、絵画が掛けられるべく意図された礼拝堂には、19世紀にティツィアーノに捧げられた大きな記念碑が設置され、その上にはティツィアーノによる5点の作品の大理石レリーフがあり、本作はそのうちの1点なのである。

## 場所との適合
絵画は、前述のようにフラーリ聖堂の十字架像礼拝堂に掛けられるべく意図された。ティツィアーノが埋葬され、現在、彼の記念碑が建っている場所である。彼のずっと以前の傑作であり、聖堂の斜め反対側の『ぺーザロ家の祭壇画』のように、本作は、絵画の前で立ち止まる人々同様に、広大な教会の中を動き回り、絵画の前を通過する人々にも見られるように考案された。聖堂の背後から中に入る人々は、右手の2番目の祭壇上に本作を見出し、人物像の三角形がマグダラのマリアのところで完成するのを見たであろう。実際、彼女は、教会内でさらに前方にある『ぺーザロ家の祭壇画』の方向を見て、そちらを指し示す大まかな仕草をしているのである。一方、本作中の彫像はどちらも鋭い角度で左側を見、高祭壇にある『聖母被昇天』への道程を示しているように見えたであろう。
絵画がカドーレの教会のスペースに合うよう拡大されたことは、絵画の4隅に影響を与えた (下記参照) 。本来の2片のキャンバス (1片になるよう編まれている) に加え、5片が追加された。上部全体に1片、両側に2片、そして下部により細い1片、そして下部右側に小さな1片である。

## 分析
トム・ニコルズにとって、「ティツィアーノがキリストの死を目撃する人々の相反する感情を劇的にすることで、絵画には寒々とした表現力が与えられている。 彼の焦点は、ピエタの作品から予期される通常の形態的統一感を効果的に壊しており、より抽象的な美的調和の可能性、または、より堅固な神学的意味を損なうために主要人物を互いに孤立させている」。
『ピエタ』はヴェネツィアでは異例の主題であり、ティツィアーノがこの主題を選択したことは、おそらくミケランジェロの彫刻『フィレンツェのピエタ』(サンタ・マリア・デル・フィオーレ大聖堂、フィレンツェ) に関連している。 ミケランジェロの彫刻も、やはりミケランジェロの墓所を装飾するために意図されたもので、彼の自画像がニコデモになっているのである。生涯を通じて、ティツィアーノの作品は、絵画が彫刻 (ヴェネツィアの絵画がフィレンツェ) より優れていると主張することで 「パラゴーネ」 (芸術における優劣論争) を反映しており、「彼の急進的に絵画的な聖母子を、彼の偉大なライヴァル (ミケランジェロ) を打ち負かす最後の試みと読むことは難しいことではない」。エルヴィン・パノフスキーは、2人の関係を「生涯続いたライヴァル関係であるが、それはお互いに対する尊敬心と敵対心が合わさったもので、より長生きした者 (ティツィアーノ) が亡くなっていた敵対者に捧げもの (本作) をして、両者に名誉を与えたものであった」とみたがっている。
さらに、ティツィアーノの師匠ジョヴァンニ・ベッリーニを回顧する要素もあり、たとえばモザイクのある半円形ドームは、やはり現在、ヴェネツィアのアカデミア美術館に所蔵されているベッリーニの1487年ごろの『サン・ジョッベ祭壇画』に見出せる。
シドニー・J・フリードバーグによれば、本作は「キリスト教の死と悲劇の絵画というより、芸術と生命両方を肯定する、素晴らしい、情熱的な作品」である。作品の真の主人公はマグダラのマリアであり、彼女は金色の背景の中で緑色の光により際立ち、画面から現実世界に叫びつつ歩き出て、触覚的で、荘厳で、人生で鑑賞者と一体となっている。彼女は悲嘆の叫びを表しているが、効果的な勝利の宣言をしている。